# Roman Ulatowski
Roman Stefan Ulatowski (ur. 2 sierpnia 1881 w Łeknie, zm. 26 marca 1959 w Poznaniu) – fotografik poznański. Sfotografował najważniejsze zabytki i obiekty architektoniczne Poznania.

## Życiorys

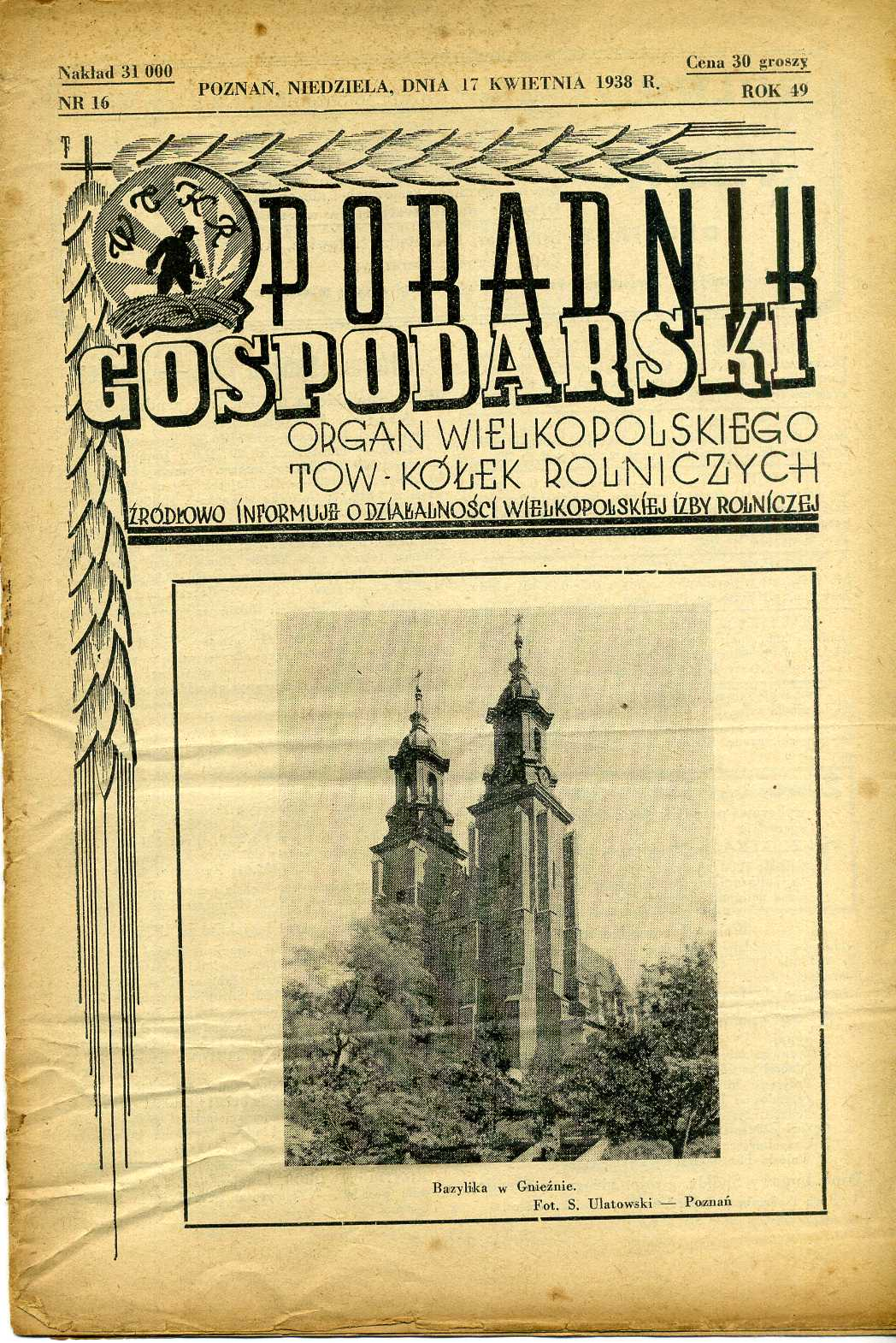
Poradnik Gospodarski z 17 kwietnia 1938 r. Na okładce zdjęcie Romana Ulatowskiego.

Roman Stefan Ulatowski był synem Józefa, murarza i Stefanii z Samolińskich. Po ukończeniu szkoły w Poznaniu w 1895 rozpoczął naukę zawodu w zakładzie fotograficznym „E. Mirska” w Poznaniu. W latach 1898–1905 Ulatowski pracował w Niemczech (Dreźnie, Monachium i Berlinie). Przy tej okazji poznał najnowocześniejszą aparaturę laboratoryjną oraz sprzęt fotograficzny. W Berlinie poznał swoją przyszłą żonę, Praksedę Rakowską. W 1905 powrócił do Poznania, gdzie rozpoczął pracę na stanowisku kierownika „Atelier Rubens”, dawnego zakładu „E. Mirska”. W 1908 przeprowadził się do Bydgoszczy, gdzie otworzył własny zakład fotograficzny - „Atelier Rembrandt”. W 1914 wrócił do Poznania i przy placu Wolności założył własny zakład „Pracownia Fotografii Artystycznej R. S. Ulatowski”. Zakład ten szybko stał się najbardziej znanym tego typu w Wielkopolsce a także miejscem spotkań literatów, aktorów, malarzy, muzyków.
W 1919 utworzył Zachodniopolski Związek Fotografów Zawodowych. W 1923 roku był założycielem, wydawcą oraz redaktorem prowadzącym miesięcznika fotograficznego Światłocień. Zwołał do Poznania, w 1923, zjazd fotografów zawodowych i amatorów oraz urządził pierwszą w wolnej Polsce wystawę fotografii artystycznej. W 1933 został członkiem Fotoklubu Polskiego. Był pierwszym organizatorem życia fotograficznego w Wielkopolsce. Zmarł w Poznaniu 26 marca 1959.
Ulatowski uważany za jednego z najwybitniejszych fotografów zawodowych i pionier życia fotograficznego w Wielkopolsce. Zostawił po sobie olbrzymi dorobek w dziedzinie fotografii. Jego fotografie przechowywane są Biurze Miejskiego Konserwatora Zabytków w Poznaniu - w wersji cyfrowej na platformie CYRYL.
Został pochowany na Cmentarzu Junikowo w Poznaniu (pole 1, kwatera 1, grób 8).

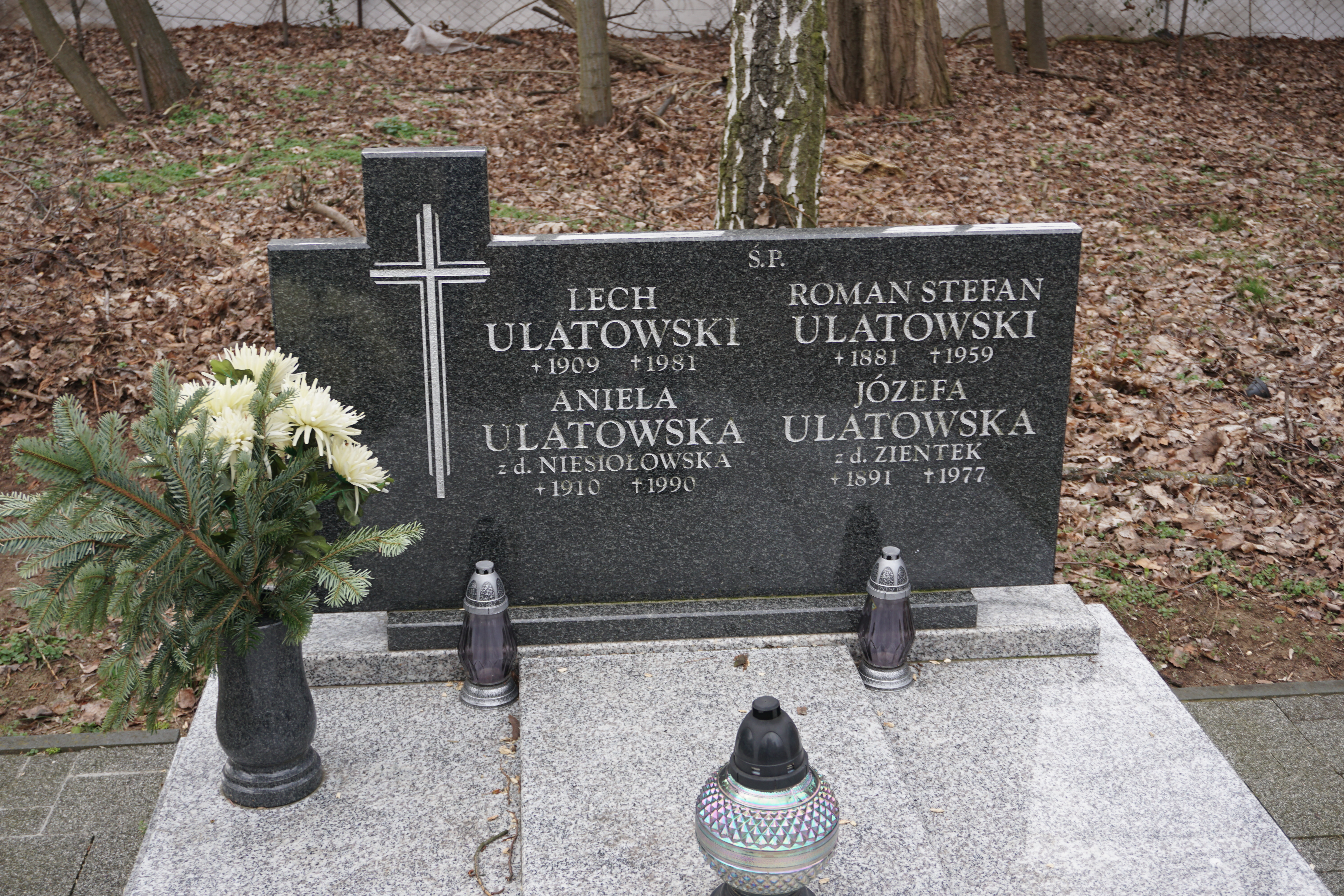
Grób Romana Ulatowskiego na Cmentarzu Junikowskim

## Upamiętnienie
Uchwałą podjętą na sesji Rady Miasta Poznania w dniu 6 marca 2018 skwer położony u zbiegu ulic Wenecjańskiej, Wielkiej i Chwaliszewo na obszarze Osiedla Stare Miasto w Poznaniu otrzymał imię Romana Ulatowskiego.